# NGC 5733
NGC 5733 је спирална галаксија у сазвежђу Девица која се налази на NGC листи објеката дубоког неба.
Деклинација објекта је - 0° 21' 5" а ректасцензија 14h 42m 45,8s. Привидна величина (магнитуда) објекта NGC 5733 износи 14,0 а фотографска магнитуда 14,7. NGC 5733 је још познат и под ознакама MCG 0-38-1, CGCG 20-2, PGC 52550.